# Resolutie 1437 Veiligheidsraad Verenigde Naties
Resolutie 1437 van de Veiligheidsraad van de Verenigde Naties werd door de VN-Veiligheidsraad met unanimiteit aangenomen op 11 oktober 2002.

## Achtergrond
In 1980 overleed de Joegoslavische leider Tito, die decennialang de bindende kracht was geweest tussen de zes deelstaten van het land. Na zijn dood kende het nationalisme een sterke opmars en in 1991 verklaarde Kroatië zich onafhankelijk. Daarop volgde de Kroatische Onafhankelijkheidsoorlog, tijdens dewelke het Joegoslavische Volksleger het strategisch gelegen schiereilandje Prevlaka innam. In 1996 kwamen Kroatië en Joegoslavië overeen Prevlaka te demilitariseren, waarop VN-waarnemers van UNMOP kwamen om daarop toe te zien. Deze missie bleef uiteindelijk tot 2002 aanwezig.

## Inhoud

### Waarnemingen
In 1992 was Kroatië met de Federale Republiek Joegoslavië (Servië en Montenegro) overeengekomen het – door beiden betwiste – schiereiland Prevlaka te demilitariseren. De situatie bleef nu grotendeels rustig in de gedemilitariseerde UNMOP-zone.

### Handelingen
De VN-militaire waarnemers in Prevlaka werden een laatste keer geautoriseerd om te blijven toezien op de demilitarisatie van het schiereiland, tot 15 december.
Secretaris-generaal Kofi Annan werd gevraagd de beëindiging van de UNMOP-missie voor te bereiden door het personeel geleidelijk af te bouwen.
De partijen werden opgeroepen om het demilitarisatieregime op het schiereiland na te leven en verwelkomde ook nog dat beiden hun onderlinge betrekkingen verder normaliseerden en dat ze een grenscommissie hadden opgericht.

## Verwante resoluties
- Resolutie 1423 Veiligheidsraad Verenigde Naties
- Resolutie 1424 Veiligheidsraad Verenigde Naties
- Resolutie 1481 Veiligheidsraad Verenigde Naties (2003)
- Resolutie 1491 Veiligheidsraad Verenigde Naties (2003)

Lijst ·  1387 ·  1388 ·  1389 ·  1390 ·  1391 ·  1392 ·  1393 ·  1394 ·  1395 ·  1396 ·  1397 ·  1398 ·  1399 ·  1400 ·  1401 ·  1402 ·  1403 ·  1404 ·  1405 ·  1406 ·  1407 ·  1408 ·  1409 ·  1410 ·  1411 ·  1412 ·  1413 ·  1414 ·  1415 ·  1416 ·  1417 ·  1418 ·  1419 ·  1420 ·  1421 ·  1422 ·  1423 ·  1424 ·  1425 ·  1426 ·  1427 ·  1428 ·  1429 ·  1430 ·  1431 ·  1432 ·  1433 ·  1434 ·  1435 ·  1436 ·  1437 ·  1438 ·  1439 ·  1440 ·  1441 ·  1442 ·  1443 ·  1444 ·  1445 ·  1446 ·  1447 ·  1448 ·  1449 ·  1450 ·  1451 ·  1452 ·  1453 ·  1454